# Suszeptibilitätsgewichtete Bildgebung

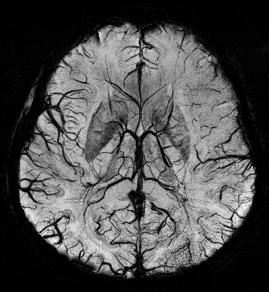
MR-Phlebographie: axiale Minimumintensitätsprojektion einer suszeptibilitätsgewichteten Aufnahme der Hirnvenen; die Venen sind dunkel dargestellt.

Die Suszeptibilitätsgewichtete Bildgebung (SWI) (englisch susceptibility-weighted imaging, von lateinisch susceptibilitas „Übernahmefähigkeit“) ist ein bildgebendes Verfahren der medizinischen Diagnostik speziell im Bereich der venösen Gefäße. Es basiert auf der physikalischen Eigenschaft der magnetischen Suszeptibilität.
SWI ist ein Magnetresonanztomographie-Verfahren. Sie benutzt flusskompensierte, räumlich hochaufgelöste 3D-Gradientenechosequenzen (GRE-Sequenz) in Einzel- und Multiechotechnik unter Ausnutzung der unterschiedlichen magnetischen Suszeptibilitäten der verschiedenen Gewebe. Diese Unterschiede führen zu einer Phasendifferenz (phase) und bewirken einen Signalverlust (magnitude). Es kommt kein Kontrastmittel zum Einsatz. Mit der Kombination der Signal- und Phasenbilder wird ein erweitertes Kontrastsignalbild erzeugt, welches venöses Blut, (Hirn-)Blutungen und Eisenablagerungen wie Hämosiderin darstellen kann.
Die Bildgebung von venösem Blut mit SWI wird als Blut-Sauerstoff-abhängige Bildgebung (BOLD, blood-oxygen-level dependent) bezeichnet. Venöses (sauerstoffarmes) Blut ist weniger diamagnetisch als arterielles (sauerstoffreiches) Blut. Das Verfahren wurde deshalb ursprünglich als BOLD bezeichnet jedoch später durch den allgemeineren Begriff suszeptibilitätsgewichtete Bildgebung ersetzt. Der Begriff BOLD-Venographie ist heutzutage manchmal noch in Gebrauch. Aufgrund des BOLD-Effektes lässt sich mit SWI das venöse Gefäßsystem gut darstellen.
SWI kann bei Schädel-Hirn-Trauma, bei hochauflösenden Gehirnvenographien und anderen klinischen Anwendungen zum Einsatz kommen. Das zugrundeliegende Prinzip wurde 1997 erstmals publiziert und 2001 umfassend beschrieben.

## Klinische Anwendung

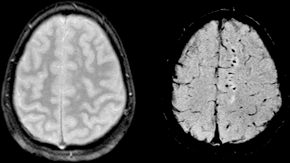
Vergleich einer axonalen Verletzung aufgenommen mit konventioneller GRE (links) und mit SWI (rechts) bei 1.5 T

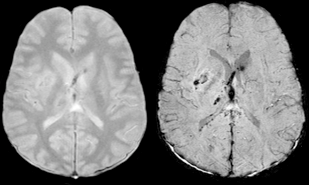
Vergleich einer Hirnblutung aufgenommen mit konventioneller GRE (links) und mit SWI (rechts) bei 1.5 T

Die klinische Anwendung wird in verschiedenen Gebieten der Medizin erforscht: Schädel-Hirn-Trauma, Hirnschlag, Cerebrale Amyloidangiopathie (CAA), Gefäßmalformation (Sturge-Weber-Syndrom, Cerebrale venöse Sinusthrombosen), Multiple Sklerose, Alzheimer-Krankheit und Hirntumor.

## Geräte
SWI ist in neueren Geräten verschiedener Hersteller integriert und kann im Prinzip geräteunabhängig bei Feldstärken von 1.0 T, 1.5 T, 3.0 T und höher durch entsprechende Software angewandt werden.

## Historische Entwicklung
1997 wurde das grundlegende Verfahren der Entfernung von störenden Phasendifferenz-Artefakten unter dem Erhalt der lokalen interessanten Phasendifferenz entwickelt. 2001 wurde das SWI zugrundeliegende Prinzip von E. Mark Haacke und Jürgen R. Reichenbach umfassend beschrieben.